# فينيلا موكنجارا
فينيلا موكنجارا (من مواليد 13 ديسمبر 1955) هي سياسية تنزانية في حزب الثورة، وعضوة خاصة في البرلمان منذ عام 2010. وهي وزيرة الإعلام والثقافة والرياضة الحالية.